# مبلمان مدرن

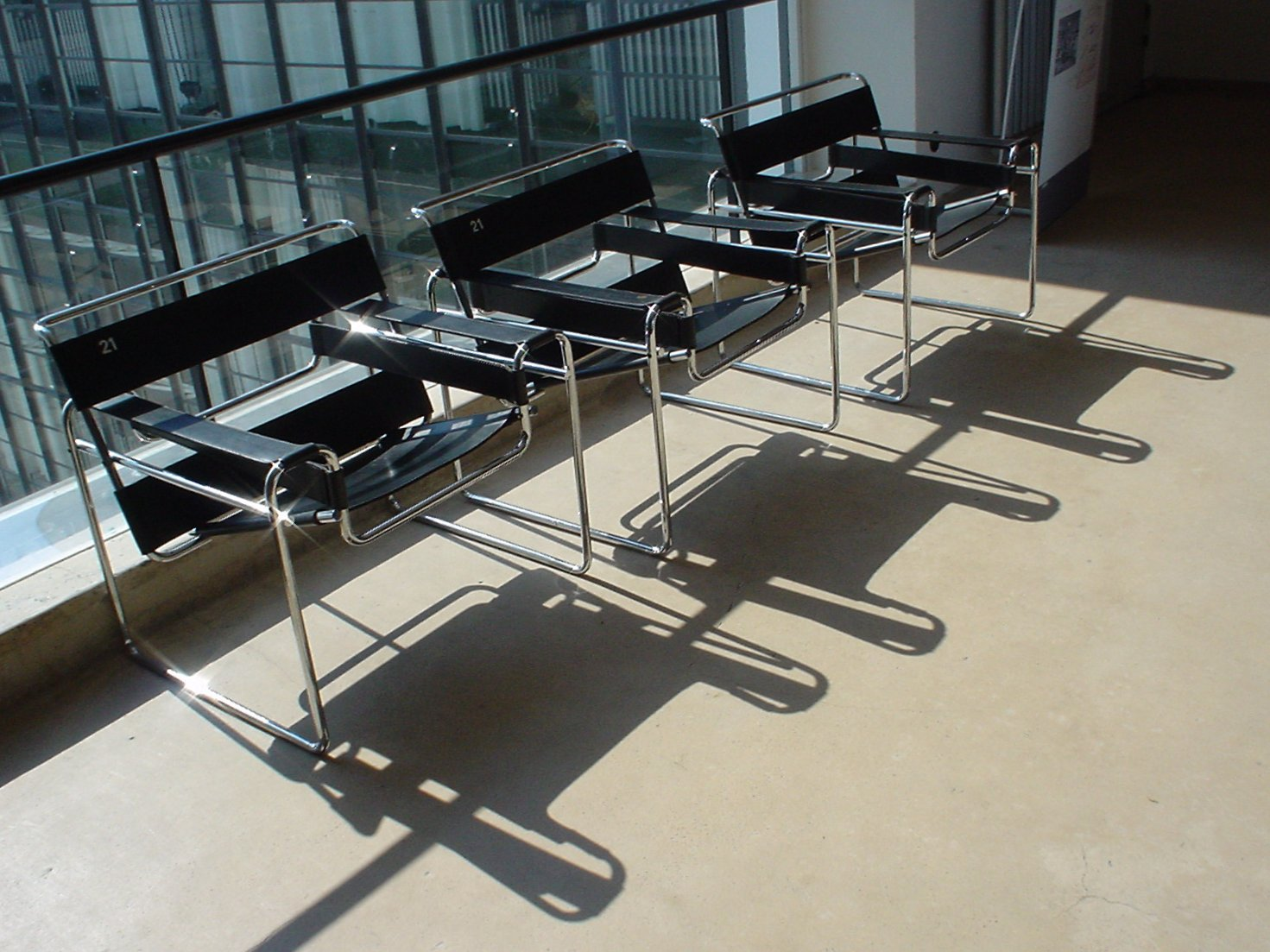
سه نسخه از «صندلی واسیلی» اثر: مارسل بروئر

مبلمان مدرن (به انگلیسی: Modern Furniture) به مبلمانی گفته می‌شود که از اواخر قرن نوزدهم تا کنون ساخته شده‌است که تحت تأثیر مدرنیسم است. ایده‌آل‌های پس از جنگ جهانی دوم برای حذف اضافات، کالایی‌سازی و کاربردی بودن مواد در طراحی به شدت بر زیبایی‌شناسی مبلمان تأثیر گذاشت. این یک انحراف فوق‌العاده از تمام طراحی مبلمانی بود که قبل از آن پیش رفته بود. مخالفت با هنرهای تزئینی وجود داشت که شامل سبک‌های آر نوو، نئوکلاسیک و ویکتوریایی بود. چوب حکاکی شده تیره یا طلاکاری شده و پارچه‌های پر نقش و نگار جای خود را به سادگی و هندسه درخشان فلز جلا داده‌است. اشکال مبلمان از بصری سنگین به سبک بصری تبدیل شدند. این تغییر از اصول تزیینی به مینیمالیست طراحی را می‌توان به معرفی فناوری جدید، تغییرات در فلسفه و تأثیرات اصول معماری نسبت داد. همان‌طور که فیلیپ جانسون، بنیانگذار دپارتمان معماری و طراحی در موزهٔ هنر مدرن بیان می‌کند:
«امروزه طراحی صنعتی انگیزه عملکردی دارد و از همان اصول معماری مدرن پیروی می‌کند: سادگی ماشینی، صافی سطح، اجتناب از زینت... شاید این اساسی‌ترین تضاد بین دو دورهٔ طراحی باشد که در سال ۱۹۰۰ میلادی مجذوب هنرهای تزئینی بود …»
با زیبایی‌شناسی ماشین، مبلمان مدرن به راحتی ماژول‌های کارخانه را ارتقا دادند، که بر مدیریت زمان و ایده‌آل‌های کارآمد آن دوره تأکید داشت. طراحی مدرن توانسته‌است عناصر تزئینی را از بین ببرد و بر طراحی شی تمرکز کند تا در زمان، پول، مواد و کار صرفه جویی کند. هدف از طراحی مدرن این بود که زیبایی جاودانه را با دقت اضافی به تصویر بکشد.

## فلسفه

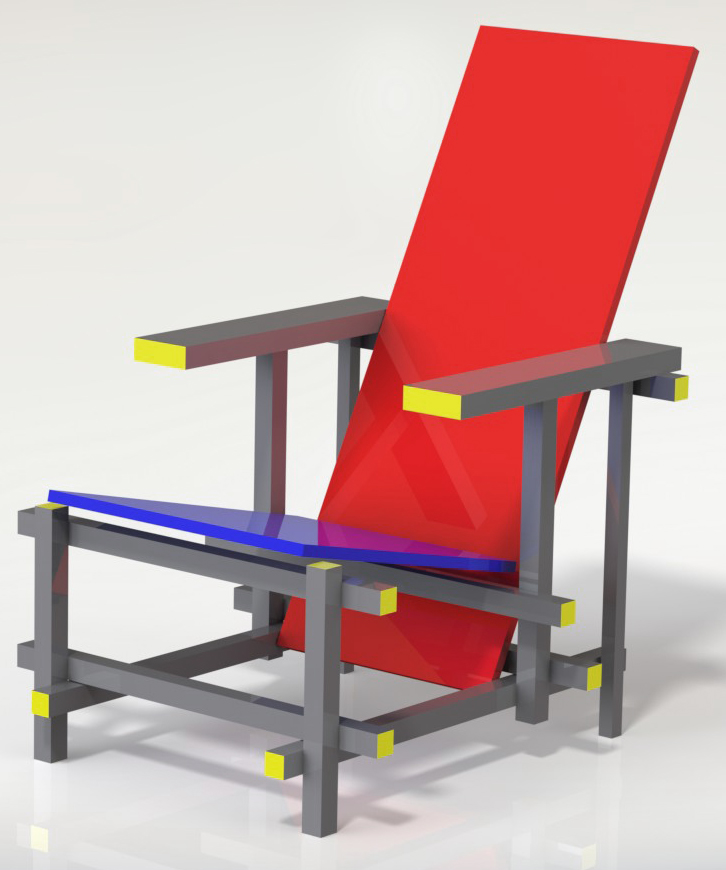
صندلی قرمز و آبی خریت ریتفلد

قبل از جنبش طراحی مدرنیستی، تأکید بر مبلمان به عنوان یک زینت وجود داشت. مدت زمانی که برای خلق یک قطعه صرف می‌شد، اغلب معیار ارزش و مطلوبیت آن بود. خاستگاه طراحی مدرنیستی را می‌توان در انقلاب صنعتی و تولد تولید مکانیزه جستجو کرد. با منابع و پیشرفت‌های جدید، فلسفهٔ جدیدی پدیدار شد، فلسفه‌ای که تأکید بر اشیایی که برای اهداف تزئینی ایجاد می‌شوند را به طرح‌هایی تغییر داد که کارکرد، دسترسی و تولید را ارتقاء دهند.
ایده طراحی قابل دسترس و تولید-انبوه که برای همه مقرون به صرفه باشد، نه تنها در مکانیک صنعتی، بلکه در زیبایی‌شناسی معماری و مبلمان نیز به کار رفت. این فلسفهٔ عملی بودن، کارکردگرایی نامیده شد. این یک «تکیه کلام» محبوب شد و نقش زیادی در تئوری‌های طراحی مدرن ایفا کرد. کارکردگرایی تقلید از فرم‌های سبکی و تاریخی را رد کرد و به دنبال تثبیت کارکرد در یک قطعه بود. طراحان کارکردگرا، تعامل طرح با کاربر و اینکه چه تعداد از ویژگی‌ها، مانند شکل، رنگ و اندازه، با وضعیت بدن انسان مطابقت دارند را در نظر می‌گیرند. طراحی غربی به‌طور کلی، چه معماری و چه طراحی مبلمان، برای هزاران سال به دنبال انتقال ایده‌ای از اصل و نسب، ارتباط با سنت و تاریخ بود. با این حال، جنبش مدرن به دنبال تازگی، اصالت، نوآوری فنی و در نهایت پیامی بود که منتقل می‌کرد، به جای آنچه که پیش از آن گذشته، از حال و آینده صحبت می‌کرد.

## یادداشت
1. ↑  در یک نظام اقتصادی سرمایه‌داری، کالایی‌سازی، تبدیل چیزهایی مانند کالاها، خدمات، ایده‌ها، طبیعت، اطلاعات شخصی، افراد یا حیوانات به اشیاء تجاری یا کالاها است.